# Ха-Магид
Ха-Магид (Ха-Маггид ивр. הַמַּגִּיד‎, «Проповедник», магид) — в Пруссии первая еженедельная газета на иврите. Выходила с 1856 по 1903 годы.

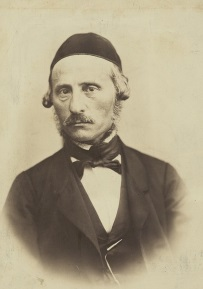
Элиэзер Липман Зильберман, основатель газеты

Газета основана в 1856 г. в городе Лык (Пруссия, ныне Элк, Польша), на границе с Россией. Ориентировалась в основном на российских маскилим. Инициатором издания, владельцем и первым редактором газеты был автодидакт Л. Л. Зильберман (1819-82), который некоторое время работал резником, затем занялся журналистикой и впоследствии за свои заслуги перед еврейской журналистикой был удостоен ученой степени Лейпцигского университета.